# Zoltán Göncz
Zoltán Göncz [ˈzoltaːn ˈɡønts] (* 23. Juli 1958 in Budapest) ist ein ungarischer Komponist und Musikwissenschaftler.
Zoltán Göncz studierte an der Franz-Liszt-Musikakademie und erhielt sein Diplom im Jahr 1980. Von 1983 bis 1997 war er als Musikredakteur der Nationalen Philharmonie, von 1997 bis 2008 als Chefredakteur der Musikensembles des Ungarischen Rundfunks tätig. Seit 2008 arbeitet er an der Theologischen Hochschule John Wesley.
In seinen Kompositionen verwendet er oft archaisierende Formen (Kanon, Passacaglia) und komplexe, spekulative Strukturen.

## Auszeichnungen
Göncz wurde 1994 und 2006 mit dem Artisjus-Preis ausgezeichnet. Für seine Leistungen in der internationalen Bach-Forschung sowie für sein Buch Bach testamentuma wurde er 2009 mit dem Verdienstkreuz der Ungarischen Republik in Silber ausgezeichnet.

## Werke
- „…i rinoceronti del nero cosmo…“ – omaggio a Dino Buzzati – für Blechbläserquintett (1985–86)
- Großer Kanon (Canon perpetuus per tonos et semitonium in contrario motu) – für Orchester (1987–88)
- J. S. Bach: Fantasie und Fuge c-Moll BWV 562 (Ergänzung: 1989) (siehe Weblinks)
- J. S. Bach: Contrapunctus XIV (Quadrupelfuge) aus der Kunst der Fuge BWV 1080 (Rekonstruktion und Ergänzung, 1990–92), Carus-Verlag 2006 (siehe Weblinks)
- Wirbel, Palimpsest, Pentium – 3 algorithmische Etüden für 2 Klaviere (1996)
- Canon gradus a 12 (per tonos, in contrario motu, per arsin et thesin) ad honorem J. S. – für gemischten Chor, nach dem Gedicht „Zehn Stufen“ von Sándor Weöres (2005)
- J. S. Bach: O Traurigkeit, o Herzeleid! – Choralvorspiel (Orgelbüchlein – BWV Anhang 200) (Ergänzung: 2011) (siehe Weblinks)
- J. S. Bach: Singet dem Herrn ein neues Lied BWV 190/1 (Rekonstruktion) Early Music Vol. 47/4, November 2019, Online Appendix

## Musikwissenschaftliche Publikationen
- "The Permutational Matrix in J. S. Bach’s Art of Fugue," Studia Musicologica Bd. 33, 1991, S. 109–119.
- "Reconstruction of the Final Contrapunctus of The Art of Fugue," International Journal of Musicology, Bd. 5, 1997, S. 25–93. ISBN 3-631-49809-8; Bd. 6, 1998, S. 103–119. ISBN 3-631-33413-3 (ungarisch "A fúga művészete zárócontrapunctusának rekonstrukciója," Bach Tanulmányok 2, 1993.)
- Bach testamentuma (Bachs Testament), Gramofon könyvek, 2009 ISBN 978-963-86157-5-6
- "The Sacred Codes of the Six-Part Ricercar," Bach: Journal of the Riemenschneider Bach Institute Vol. 42, No. 1 (2011), S. 46–69. (online: siehe Weblinks) (in Hungarian: "A hatszólamú ricercar szakrális kódjai," Magyar Zene 2011/1, S. 17–37.)
- Bach's Testament. On the Philosophical and Theological Background of the Art of Fugue. Contextual Bach Studies 4, Scarecrow Press, 2012 ISBN 978-0-8108-8447-2 (siehe Weblinks)
- "In search of the lost parts of Bach’s cantata Singet dem Herrn ein neues Lied (BWV190)" Early Music Vol. 47/4, November 2019, 515–532.
- "Two New Possible Models for the ′Confiteor′ of J. S. Bach’s Mass in B Minor" Bach: Journal of the Riemenschneider Bach Institute Vol. 54, No. 1 (2023), S. 106–125.
- "A “New” J. S. Bach Chorale-Aria? “Sende, Herr, den Segen ein” from Ihr Tore zu Zion BWV 193" Bach: Journal of the Riemenschneider Bach Institute Vol. 56, No. 1 (2025), 94–116.